# Weltmeisterschaften im Gewichtheben 2022
Die Weltmeisterschaften im Gewichtheben 2022 fanden vom 5. bis 16. Dezember in der kolumbianischen Hauptstadt Bogotá statt. Es wurden Wettkämpfe in zehn Gewichtsklassen bei den Frauen sowie in zehn Gewichtsklassen bei den Männern ausgetragen. Austragungsort war das auf dem Corferias-Messegelände gelegene Veranstaltungszelt Gran Carpa Américas.
Die Wettkämpfe sollten ursprünglich in der chinesischen Millionenstadt Chongqing abgehalten werden. Aufgrund der COVID-19-Situation im Land entschied sich der Chinesische Gewichtheberverband jedoch gegen eine Austragung. Die Neuvergabe der Weltmeisterschaft erfolgte im April 2022.
Die Weltmeisterschaften 2022 dienten als Qualifikationsveranstaltung für die Olympischen Spiele 2024 in Paris.

## Teilnehmer
Für die Wettkämpfe waren 537 Athleten (270 Frauen und 267 Männer) aus 93 Nationen angemeldet.
Wie bereits bei vorherigen vom International Weightlifting Federation organisierten Veranstaltungen waren auch bei diesen Weltmeisterschaften Gewichtheber aus Russland und aus Belarus infolge des russischen Überfalls auf die Ukraine von den Wettkämpfen ausgeschlossen. Zudem nahm Nordkorea nicht an den Weltmeisterschaften teil.

### D-A-CH-Teilnehmer
Deutsches Team
- Simon Brandhuber, Männer 61 kg *
- Max Lang, Männer 73 kg
- Nico Müller, Männer 89 kg
- Sabine Kusterer, Frauen 59 kg
- Lisa Marie Schweizer, Frauen 71 kg
- Nina Schroth, Frauen 81 kg

Österreichisches Team
- Sargis Martirosjan, Männer 109 kg
- Sarah Fischer, Frauen +87 kg

Schweizer Team
- Scheila Meister, Frauen 59 kg

### Doping
Die International Testing Agency (ITA) berichtete kurz vor den Weltmeisterschaften von vier möglichen Verstößen gegen Anti-Doping-Bestimmungen. Die betroffenen Athleten Ahmed Emad Mohamed (Ägypten), Ruslan Koschakyn, Bohdan Taranenko (beide Ukraine) und Zacarías Bonnat (Dominikanische Republik) wurden von den Wettkämpfen ausgeschlossen.

## Zeitplan
| Wettbewerbe        | Dezember | Dezember | Dezember | Dezember | Dezember | Dezember | Dezember | Dezember | Dezember | Dezember | Dezember | Dezember |
| Männer             | 5.       | 6.       | 7.       | 8.       | 9.       | 10.      | 11.      | 12.      | 13.      | 14.      | 15.      | 16.      |
| ------------------ | -------- | -------- | -------- | -------- | -------- | -------- | -------- | -------- | -------- | -------- | -------- | -------- |
| Klasse bis 55 kg   |          |          |          |          |          |          |          |          |          |          |          |          |
| Klasse bis 61 kg   |          |          |          |          |          |          |          |          |          |          |          |          |
| Klasse bis 67 kg   |          |          |          |          |          |          |          |          |          |          |          |          |
| Klasse bis 73 kg   |          |          |          |          |          |          |          |          |          |          |          |          |
| Klasse bis 81 kg   |          |          |          |          |          |          |          |          |          |          |          |          |
| Klasse bis 89 kg   |          |          |          |          |          |          |          |          |          |          |          |          |
| Klasse bis 96 kg   |          |          |          |          |          |          |          |          |          |          |          |          |
| Klasse bis 102 kg  |          |          |          |          |          |          |          |          |          |          |          |          |
| Klasse bis 109 kg  |          |          |          |          |          |          |          |          |          |          |          |          |
| Klasse über 109 kg |          |          |          |          |          |          |          |          |          |          |          |          |
| Frauen             | 5.       | 6.       | 7.       | 8.       | 9.       | 10.      | 11.      | 12.      | 13.      | 14.      | 15.      | 16.      |
| Klasse bis 45 kg   |          |          |          |          |          |          |          |          |          |          |          |          |
| Klasse bis 49 kg   |          |          |          |          |          |          |          |          |          |          |          |          |
| Klasse bis 55 kg   |          |          |          |          |          |          |          |          |          |          |          |          |
| Klasse bis 59 kg   |          |          |          |          |          |          |          |          |          |          |          |          |
| Klasse bis 64 kg   |          |          |          |          |          |          |          |          |          |          |          |          |
| Klasse bis 71 kg   |          |          |          |          |          |          |          |          |          |          |          |          |
| Klasse bis 76 kg   |          |          |          |          |          |          |          |          |          |          |          |          |
| Klasse bis 81 kg   |          |          |          |          |          |          |          |          |          |          |          |          |
| Klasse bis 87 kg   |          |          |          |          |          |          |          |          |          |          |          |          |
| Klasse über 87 kg  |          |          |          |          |          |          |          |          |          |          |          |          |

|  | Gruppenkämpfe |  |  | Medaillenentscheidung |

## Medaillengewinner

### Männer
| Disziplin | Gold                  | Gold      | Silber              | Silber | Bronze                | Bronze |
| 55 kg     | 55 kg                 | 55 kg     | 55 kg               | 55 kg  | 55 kg                 | 55 kg  |
| --------- | --------------------- | --------- | ------------------- | ------ | --------------------- | ------ |
| Reißen    | Lại Gia Thành         | 118 kg    | Arli Tschontei      | 118 kg | Ngô Sơn Đỉnh          | 117 kg |
| Stoßen    | Theerapong Silachai   | 148 kg    | Kim Yong-ho         | 145 kg | Miguel Suárez         | 143 kg |
| Zweikampf | Theerapong Silachai   | 265 kg    | Ngô Sơn Đỉnh        | 260 kg | Kim Yong-ho           | 260 kg |
| 61 kg     |                       |           |                     |        |                       |        |
| Reißen    | Li Fabin              | 137 kg    | He Yueji            | 136 kg | Eko Yuli Irawan       | 135 kg |
| Stoßen    | Li Fabin              | 175 kg WR | Eko Yuli Irawan     | 165 kg | Jhon Serna            | 164 kg |
| Zweikampf | Li Fabin              | 312 kg    | Eko Yuli Irawan     | 300 kg | He Yueji              | 296 kg |
| 67 kg     |                       |           |                     |        |                       |        |
| Reißen    | Chen Lijun            | 148 kg    | Witsanu Chantri     | 144 kg | Weeraphon Wichuma     | 143 kg |
| Stoßen    | Yusuf Fehmi Genç      | 182 kg    | Francisco Mosquera  | 182 kg | Weeraphon Wichuma     | 180 kg |
| Zweikampf | Francisco Mosquera    | 325 kg    | Chen Lijun          | 324 kg | Weeraphon Wichuma     | 323 kg |
| 73 kg     |                       |           |                     |        |                       |        |
| Reißen    | Rizki Juniansyah      | 155 kg    | Boschidar Andreew   | 154 kg | Alexei Tschurkin      | 153 kg |
| Stoßen    | Rahmat Erwin Abdullah | 200 kg WR | Rizki Juniansyah    | 192 kg | Alexei Tschurkin      | 190 kg |
| Zweikampf | Rahmat Erwin Abdullah | 352 kg    | Rizki Juniansyah    | 347 kg | Alexei Tschurkin      | 343 kg |
| 81 kg     |                       |           |                     |        |                       |        |
| Reißen    | Li Dayin              | 171 kg    | Rejepbaý Rejepow    | 164 kg | Kim Woo-jae           | 162 kg |
| Stoßen    | Rejepbaý Rejepow      | 202 kg    | Li Dayin            | 201 kg | Andrés Caicedo        | 197 kg |
| Zweikampf | Li Dayin              | 372 kg    | Rejepbaý Rejepow    | 366 kg | Kim Woo-jae           | 357 kg |
| 89 kg     |                       |           |                     |        |                       |        |
| Reißen    | Keydomar Vallenilla   | 175 kg    | Kianoush Rostami    | 174 kg | Brayan Rodallegas     | 170 kg |
| Stoßen    | Karlos Nassar         | 220 kg WR | Liu Huanhua         | 215 kg | Brayan Rodallegas     | 211 kg |
| Zweikampf | Keydomar Vallenilla   | 385 kg    | Brayan Rodallegas   | 381 kg | Liu Huanhua           | 381 kg |
| 96 kg     |                       |           |                     |        |                       |        |
| Reißen    | Lesman Paredes        | 185 kg    | Nurghissa Ädiletuly | 174 kg | Jhor Moreno           | 171 kg |
| Stoßen    | Romain Imadouchène    | 213 kg    | Lesman Paredes      | 212 kg | Jhor Moreno           | 209 kg |
| Zweikampf | Lesman Paredes        | 397 kg    | Nurghissa Ädiletuly | 383 kg | Jhor Moreno           | 380 kg |
| 102 kg    |                       |           |                     |        |                       |        |
| Reißen    | Reza Dehdar           | 177 kg    | Marcos Ruiz         | 176 kg | Samwel Gasparjan      | 175 kg |
| Stoßen    | Artjom Antropow       | 222 kg    | Fares Ibrahim       | 217 kg | Bekdoloot Rassulbekow | 217 kg |
| Zweikampf | Fares Ibrahim         | 391 kg    | Reza Dehdar         | 390 kg | Samwel Gasparjan      | 389 kg |
| 109 kg    |                       |           |                     |        |                       |        |
| Reißen    | Ruslan Nurudinov      | 177 kg    | Mehdi Karami        | 176 kg | Aymen Bacha           | 175 kg |
| Stoßen    | Ruslan Nurudinov      | 220 kg    | Giorgi Tschcheidse  | 219 kg | Rafael Cerro          | 214 kg |
| Zweikampf | Ruslan Nurudinov      | 397 kg    | Giorgi Tschcheidse  | 389 kg | Rafael Cerro          | 388 kg |
| +109 kg   |                       |           |                     |        |                       |        |
| Reißen    | Lascha Talachadse     | 215 kg    | Warasdat Lalajan    | 215 kg | Gor Minasjan          | 212 kg |
| Stoßen    | Lascha Talachadse     | 251 kg    | Gor Minasjan        | 250 kg | Man Asaad             | 247 kg |
| Zweikampf | Lascha Talachadse     | 466 kg    | Gor Minasjan        | 462 kg | Warasdat Lalajan      | 461 kg |

### Frauen
| Disziplin | Gold                  | Gold      | Silber                          | Silber | Bronze              | Bronze |
| 45 kg     | 45 kg                 | 45 kg     | 45 kg                           | 45 kg  | 45 kg               | 45 kg  |
| --------- | --------------------- | --------- | ------------------------------- | ------ | ------------------- | ------ |
| Reißen    | Thanyathon Sukcharoen | 82 kg     | Sirivimon Pramongkhol           | 78 kg  | Manuela Berrío      | 77 kg  |
| Stoßen    | Sirivimon Pramongkhol | 102 kg    | Thanyathon Sukcharoen           | 100 kg | Manuela Berrío      | 93 kg  |
| Zweikampf | Thanyathon Sukcharoen | 182 kg    | Sirivimon Pramongkhol           | 180 kg | Manuela Berrío      | 170 kg |
| 49 kg     |                       |           |                                 |        |                     |        |
| Reißen    | Jiang Huihua          | 93 kg     | Mihaela Cambei                  | 90 kg  | Hou Zhihui          | 89 kg  |
| Stoßen    | Jiang Huihua          | 113 kg    | Saikhom Mirabai Chanu           | 113 kg | Hayley Reichardt    | 110 kg |
| Zweikampf | Jiang Huihua          | 206 kg    | Saikhom Mirabai Chanu           | 200 kg | Hou Zhihui          | 198 kg |
| 55 kg     |                       |           |                                 |        |                     |        |
| Reißen    | Hidilyn Diaz          | 93 kg     | Ana Gabriela López              | 90 kg  | Rosalba Morales     | 89 kg  |
| Stoßen    | Hidilyn Diaz          | 114 kg    | Rosalba Morales                 | 110 kg | Shoely Mego         | 109 kg |
| Zweikampf | Hidilyn Diaz          | 207 kg    | Rosalba Morales                 | 199 kg | Ana Gabriela López  | 198 kg |
| 59 kg     |                       |           |                                 |        |                     |        |
| Reißen    | Luo Xiaomin           | 103 kg    | Maude Charron                   | 103 kg | Kamila Konotop      | 102 kg |
| Stoßen    | Yenny Álvarez         | 133 kg    | Kuo Hsing-chun                  | 130 kg | Luo Shifang         | 129 kg |
| Zweikampf | Yenny Álvarez         | 234 kg    | Kuo Hsing-chun                  | 232 kg | Maude Charron       | 231 kg |
| 64 kg     |                       |           |                                 |        |                     |        |
| Reißen    | Pei Xinyi             | 105 kg    | Natalia Llamosa                 | 101 kg | Rattanawan Wamalun  | 101 kg |
| Stoßen    | Pei Xinyi             | 128 kg    | Rattanawan Wamalun              | 126 kg | Natalia Llamosa     | 123 kg |
| Zweikampf | Pei Xinyi             | 233 kg    | Rattanawan Wamalun              | 227 kg | Natalia Llamosa     | 224 kg |
| 71 kg     |                       |           |                                 |        |                     |        |
| Reißen    | Loredana Toma         | 119 kg WR | Angie Palacios                  | 116 kg | Zeng Tiantian       | 113 kg |
| Stoßen    | Liao Guifang          | 140 kg    | Zeng Tiantian                   | 140 kg | Olivia Reeves       | 139 kg |
| Zweikampf | Loredana Toma         | 256 kg    | Zeng Tiantian                   | 253 kg | Angie Palacios      | 252 kg |
| 76 kg     |                       |           |                                 |        |                     |        |
| Reißen    | Sara Ahmed            | 113 kg    | Mattie Rogers                   | 109 kg | Bella Paredes       | 108 kg |
| Stoßen    | Sara Ahmed            | 148 kg    | Mattie Rogers                   | 138 kg | Kim Su-hyeon        | 137 kg |
| Zweikampf | Sara Ahmed            | 261 kg    | Mattie Rogers                   | 247 kg | Kim Su-hyeon        | 245 kg |
| 81 kg     |                       |           |                                 |        |                     |        |
| Reißen    | Iryna Decha           | 122 kg    | Alina Maruschtschak             | 119 kg | Liang Xiaomei       | 118 kg |
| Stoßen    | Liang Xiaomei         | 152 kg    | Wang Zhouyu                     | 151 kg | Tamara Salazar      | 148 kg |
| Zweikampf | Liang Xiaomei         | 270 kg    | Wang Zhouyu                     | 266 kg | Tamara Salazar      | 262 kg |
| 87 kg     |                       |           |                                 |        |                     |        |
| Reißen    | Solfrid Koanda        | 113 kg    | Tursunoy Jabborova              | 112 kg | Eileen Cikamatana   | 109 kg |
| Stoßen    | Solfrid Koanda        | 147 kg    | Mönchdschantsangiin Anchtsetseg | 143 kg | Eileen Cikamatana   | 140 kg |
| Zweikampf | Solfrid Koanda        | 260 kg    | Eileen Cikamatana               | 249 kg | Tursunoy Jabborova  | 241 kg |
| +87 kg    |                       |           |                                 |        |                     |        |
| Reißen    | Li Wenwen             | 141 kg    | Sarah Robles                    | 127 kg | Duangaksorn Chaidee | 126 kg |
| Stoßen    | Li Wenwen             | 170 kg    | Emily Campbell                  | 165 kg | Duangaksorn Chaidee | 160 kg |
| Zweikampf | Li Wenwen             | 311 kg    | Emily Campbell                  | 287 kg | Duangaksorn Chaidee | 286 kg |

## Medaillenspiegel
nur Zweikampfmedaillen
| Rang                                   | Land                                   | Gold | Silber | Bronze | Gesamt |
| -------------------------------------- | -------------------------------------- | ---- | ------ | ------ | ------ |
| 1                                      | Volksrepublik China                    | 6    | 3      | 3      | 12     |
| 2                                      | Kolumbien                              | 2    | 2      | 4      | 8      |
| 3                                      | Thailand                               | 2    | 2      | 2      | 6      |
| 4                                      | Indonesien                             | 1    | 2      | 0      | 3      |
| 5                                      | Bahrain                                | 1    | 1      | 0      | 2      |
| 5                                      | Georgien                               | 1    | 1      | 0      | 2      |
| 7                                      | Usbekistan                             | 1    | 0      | 1      | 2      |
| 8                                      | Ägypten                                | 1    | 0      | 0      | 1      |
| 8                                      | Katar                                  | 1    | 0      | 0      | 1      |
| 8                                      | Norwegen                               | 1    | 0      | 0      | 1      |
| 8                                      | Philippinen                            | 1    | 0      | 0      | 1      |
| 8                                      | Rumänien                               | 1    | 0      | 0      | 1      |
| 8                                      | Venezuela                              | 1    | 0      | 0      | 1      |
| 14                                     | Kasachstan                             | 0    | 1      | 1      | 2      |
| 15                                     | Australien                             | 0    | 1      | 0      | 1      |
| 15                                     | Chinesisch Taipeh                      | 0    | 1      | 0      | 1      |
| 15                                     | Indien                                 | 0    | 1      | 0      | 1      |
| 15                                     | Iran                                   | 0    | 1      | 0      | 1      |
| 15                                     | Turkmenistan                           | 0    | 1      | 0      | 1      |
| 15                                     | Vereinigtes Königreich                 | 0    | 1      | 0      | 1      |
| 15                                     | Vereinigte Staaten                     | 0    | 1      | 0      | 1      |
| 15                                     | Vietnam                                | 0    | 1      | 0      | 1      |
| 23                                     | Südkorea                               | 0    | 0      | 3      | 3      |
| 24                                     | Armenien                               | 0    | 0      | 2      | 2      |
| 24                                     | Ecuador                                | 0    | 0      | 2      | 2      |
| 26                                     | Kanada                                 | 0    | 0      | 1      | 1      |
| 26                                     | Mexiko                                 | 0    | 0      | 1      | 1      |
| Gesamt (nach 20 von 20 Entscheidungen) | Gesamt (nach 20 von 20 Entscheidungen) | 20   | 20     | 20     | 60     |